# The Karate Kid
The Karate Kid is een Amerikaanse dramatische actiefilm uit 1984, met in de hoofdrol Ralph Macchio en Pat Morita. De film werd geregisseerd door John G. Avildsen. De film combineert elementen van een martialartsfilm met een underdogverhaal.
De film kreeg meerdere vervolgen en een kort lopende animatieserie. Het eerste vervolg is The Karate Kid Part II (1986). In 2010 kwam een remake van deze film uit. Daarin vervangt Jackie Chan de in 2005 overleden Pat Morita als leermeester en Jaden Smith de destijds vijftig gepasseerde Ralph Macchio als leerling.

## Verhaal
Tiener Daniel LaRusso verhuist met zijn moeder naar Reseda, Los Angeles. Hier maakt hij al snel kennis met de eigenzinnige klusjesman Kesuke Miyagi, door Daniel Mr. Miyagi genoemd. Daniel leert van hem onder meer bonsaiboompjes te onderhouden.
Daniel ontmoet een meisje genaamd Ali Mills waar hij verliefd op wordt. Hij haalt zich zo echter de woede van haar ex-vriendje, Johnny Lawrence, op de hals. Johnny is een karatestudent van de Cobra Kai karate dojo, een dojo die berucht is om zijn extreme leermethodes waar studenten onder meer leren een vijand nooit genade te schenken. Wanneer Daniel op een avond door Johnny en zijn vrienden wordt aangevallen, komt Mr. Miyagi tussenbeide. Hij blijkt zelf een karate-expert te zijn en verslaat de groep met gemak.
De volgende dag gaan Miyagi en Daniel naar John Kreese, de sensei van de Cobra Kai dojo, om verhaal te halen over het gedrag van zijn studenten. Kreese wil echter niks weten van Miyagi’s pogingen om het geschil tussen Daniel en Johnny geweldloos op te lossen. In plaats daarvan wil Kreese een nieuw gevecht tussen Daniel en Johnny. Miyagi gaat akkoord door Daniel mee te laten doen aan het karatetoernooi dat over twee maanden plaatsvindt. Hij zal Daniel voor de wedstrijd trainen.
Zodoende wordt Mr Miyagi Daniels leraar. Zijn trainingsmethodes zijn vrij uitzonderlijk: zo laat hij Daniel een groot aantal huishoudelijke klusjes opknappen die schijnbaar niks met karate te maken hebben, maar waardoor Daniel toch karatebewegingen leert. Daniel leert ondertussen meer over Miyagi’s privéleven en verneemt zo dat hij zijn vrouw en kind heeft verloren in een kamp tijdens de Tweede Wereldoorlog. Miyagi leert Daniel naast karate ook enkele belangrijke levenslessen én dat karate te allen tijde enkel voor zelfverdediging mag gebruikt worden.
Tijdens het toernooi verbaast Daniel iedereen door de halve finales te halen. Kreese ziet de bui al hangen en geeft een van zijn leerlingen, Bobby Brown, de opdracht om Daniel in de halve finale uit te schakelen met een illegale aanval, zelfs ten koste van een zekere schorsing. Daniel raakt door Bobby’s toedoen gewond, en Bobby wordt gediskwalificeerd. Daniël lijkt niet meer in staat verder te kunnen vechten. Door een techniek van Miyagi kan hij echter voldoende herstellen voor de finale, waarin hij tegen Johnny moet vechten. Daniel verslaat Johnny met een techniek genaamd de “kraanvogelschop”.

## Rolverdeling
| Acteur         | Personage         |
| -------------- | ----------------- |
| Ralph Macchio  | Daniel LaRusso    |
| Pat Morita     | Mr. Kesuke Miyagi |
| Elisabeth Shue | Ali Mills         |
| Martin Kove    | John Kreese       |
| Randee Heller  | Lucille LaRusso   |
| William Zabka  | Johnny Lawrence   |
| Ron Thomas     | Bobby Brown       |
| Rob Garrison   | Tommy             |
| Chad McQueen   | Dutch             |
| Pat E. Johnson | Scheidsrechter    |

## Achtergrond

### Ontvangst
The Karate Kid werd goed ontvangen door critici en bracht een grote merchandising met zich mee bestaande uit onder andere actiefiguurtjes, T-shirts en een videospel.
De film staat als 31e op de lijst van beste tienerfilms ooit van het blad Entertainment Weekly. Op Rotten Tomatoes scoort de film 88% aan goede beoordelingen.

### Muziek
De muziek van de film werd uitgebracht door Casablanca Records. Een van de bekendste nummers is You're the Best van Joe Esposito, dat te horen is tijdens het toernooi. Cruel Summer van Bananarama uit 1984 is ook tijdens de film te horen.
De instrumentale muziek van de film werd gecomponeerd door Bill Conti, opgenomen door Jack Eskew en bevat panfluitsolo's van Gheorge Zamfir.
Het muziekalbum bestaat uit de volgende nummers:
1. The Moment of Truth (Survivor)
2. (Bop Bop) On the Beach (The Flirts, Jan & Dean)
3. No Shelter (Broken Edge)
4. Young Hearts (Commuter)
5. (It Takes) Two to Tango (Paul Davis)
6. Tough Love (Shandi)
7. Rhythm Man (St. Regis)
8. Feel the Night (Baxter Robertson)
9. Desire (Gang of Four)
10. You're the Best (Joe Esposito)

### Spin-offs en vervolgen
De film werd opgevolgd door een kortlopende animatieserie die in 1989 werd uitgezonden op NBC.
De film kreeg vier vervolgen:
- The Karate Kid Part II (1986)
- The Karate Kid Part III (1989)
- The Next Karate Kid (1994)
- Cobra Kai (2018-heden); televisieserie

In 2010 verscheen een remake, eveneens getiteld The Karate Kid. Deze film speelt echter in China, heeft een jongere protagonist en draait bovendien niet om karate maar kungfu.
In 2018 verscheen de serie Cobra Kai, die aansluit op de eerste film. Hierin gaat men verder met het levensverhaal van Johnny Lawrence, 34 jaar na het eindigen van het eerste toernooi.

## Prijzen/nominaties
- 1985 Academy Award
 Genomineerd: Best Actor in a Supporting Role (Pat Morita)
- 1985 Golden Globes
 Genomineerd: Best Performance by an Actor in a Supporting Role in a Motion Picture (Pat Morita)